# Condado de Montgomery (Carolina do Norte)
O Condado de Montgomery é um dos 100 condados do estado americano da Carolina do Norte. A sede do condado é Troy, e sua maior cidade é Troy. O condado possui uma área de 1 229 km² (dos quais 26 km² estão cobertos por água), uma população de 26 822 habitantes, e uma densidade populacional de 21 hab/km² (segundo o censo nacional de 2000). O condado foi fundado em 1779.